# Église Saint-Antoine-et-Saint-Dimitri de Monemvasia
L’église Saint-Antoine-et-Saint-Dimitri ou Ágios Antónios et Ágios Dimítrios (grec moderne : Ναος Άγιος Αντώνιος και Άγιος Δημήτριος) est une église de la ville basse de Monemvasia en Laconie dans le Péloponnèse en Grèce. 

## Description
Cette petite église est constituée de deux nefs adjacentes.

## Histoire
Cette église a été construite entre 1690 et 1715, lors de la deuxième période vénitienne.